# Radiopostaja
Radiopostaja je ustanova ili tvrtka koja pruža uslugu na području radiodifuzije zvuka, to jest proizvodi i emitira zvučni, odnosno radijski program koji služi širenju informacija i zabave u zvučnome obliku kao što su glazba i govor. Radio je nastao početkom 20. stoljeća te je najstariji elektronički masovni medij.
Radioemitiranje je prijenos zvuka, ponekad s povezanim metapodacima, putem radijskih valova koji su namijenjeni širokoj publici. U zemaljskom radijskom emitiranju radiovalove emitira kopnena radijska postaja, dok u satelitskom radiju, radiovalove emitira satelit u Zemljinoj orbiti. Za primanje sadržaja, slušatelj mora imati radioprijamnik. Postaje su često povezane s radijskom mrežom koja pruža sadržaj u uobičajenom radijskom formatu, bilo u sindikaciji emitiranja ili istovremenom emitiranju ili oboje. Radiopostaje emitiraju s nekoliko različitih vrsta modulacije: AM radiopostaje emitiraju u AM (amplitudna modulacija), FM radiopostaje emitiraju u FM (frekvencijska modulacija), što su stariji analogni audio standardi, dok novije digitalne radiopostaje emitiraju u nekoliko digitalnih audio standarda: DAB (digitalno audio emitiranje), HD radio, DRM (Digital Radio Mondiale). Televizijsko emitiranje je zasebna usluga, koja također koristi radijske frekvencije za emitiranje televizijskih (video) signala.
Prvo javljanje u hrvatski radijski eter bilo je 15. svibnja 1926. godine u eteru Radio Zagreba. Prve riječi emitirane uživo bile su Halo, halo! Ovdje Radio Zagreb! Pozdravljamo svoje prve slušaoce i molimo da nam odmah telefonom javite kako nas čujete.
Prva hrvatska radijska emisija s javljanjem slušatelja telefonom uživo u program bila je emisija 2. programa Radio Zagreba, Taxi za Babilon. Započela je s emitiranjem 1969. godine. Osmislili su je Vojo Šiljak i Dobroslav Silobrčić. Osim iz Zagreba, emisije su se emitirale uživo i iz tadašnjih jugoslavenskih republika te Pariza, San Rema, Monte Carla i Cannesa.
Prva hrvatska radiodrama bila je drama pod nazivom „Vatra” i emitirana je 7. travnja 1927. godine. Pripada začecima europskoga radiodramskog stvaralaštva. Redatelj i autor je „Ivo Šrepel”, koji je pod pseudonimom Ivo Sanjić pobijedio na natječaju Radio Zagreba za radiodramu. Natječaj je objavljen u književnom časopisu Vijenac.
Prvi hrvatski radijski kviz za djecu, Zagonetni mikrofon urednice S. Škrinjarić, nastao je 1960-ih.
Priča za laku noć najstarija je emisija programa za djecu i radijskoga programa uopće u Hrvatskoj; neprekidno se emitira već 90 godina.